# Podbieriewskoje
Podbieriewskoje (ros. Подберевское) – wieś w Rosji, w rejonie wołogodzkim obwodu wołogodzkiego. W 2010 r. liczyła 65 mieszkańców.